# Нечто большее
«Нечто большее» (англ. Much More) — восьмая и заключительная серия первого сезона телесериала Netflix «Ведьмак», снятая режиссёром Марком Джобстом по сценарию Лорен Шмидт Хиссрик. Она появилась в открытом доступе в один день с остальными — 20 декабря 2019 года.

## Название и сюжет
Название серии стало известно благодаря публикации на сайте Гильдии сценаристов США. Оно совпадает с названием рассказа Анджея Сапковского из сборника «Меч Предназначения»; в этом рассказе Геральт неожиданно для себя находит Цири в доме купца Йурги. 22 ноября Netflix опубликовал слоган этого эпизода — «Ведьмачья семья, как вы любите говорить». В связи с этим появилось предположение, что действие серии может происходить в Каэр Морхене, где находилась ведьмачья школа, а в числе её героев будут Йеннифэр из Венгерберга и Цири.
После премьеры выяснилось, что одной из основ сюжета действительно стал рассказ «Нечто большее». Отправившись из взятой нильфгаардцами Цинтры на поиски Цири, Геральт в пути спасает Йургу от чудовищ, но в схватке его тяжело ранят в ногу. Йурга везёт его к себе домой, пообещав в благодарность отдать то, чего не ждёт. Выясняется, что жена Йурги за время его отсутствия приютила Цири. В конце эпизода Геральт и княжна наконец встречаются.
В это самое время группа чародеев (в том числе Йеннифэр, Трисс Меригольд, Тиссая де Врие, Вильгефорц из Роггевеена и Сабрина Глевиссиг) встают у Соддена на пути нильфгаардской армии, которой командует Кагыр. Происходит сражение, и натиск врага удаётся остановить, но многие чародеи погибают. Судьба Йеннифэр остаётся неизвестной.

## В ролях
- Генри Кавилл — Геральт из Ривии
- Аня Чалотра — Йеннифэр из Венгерберга
- Фрейя Аллан — княжна Цирилла
- Мианна Бёринг — Тиссая де Врие
- Анна Шаффер — Трисс Меригольд
- Махеш Джаду — Вильгефорц
- Мими Дивени — Фрингилья Виго
- Эймон Фаррен — Кагыр

## Оценки
Обозреватель портала IGN считает, что шоураннер Лорен Шмидт Хиссрик продемонстрировала незаурядный талант, показывая, как в этой серии Геральт и Цири движутся навстречу друг другу. Он высоко оценил визуальные эффекты в сцене встречи, которая стала промежуточным финалом и началом нового пути. Рецензента впечатлила и сцена битвы (в первую очередь использование магии), хотя выбор Йеннифэр на роль командира магов показался ему странным. Он констатирует, что слишком мало внимания уделено другим чародейкам: например, Трисс Меригольд остаётся практически забытой, хотя у Сапковского это один из важнейших персонажей. «Упущенные возможности вроде этой, — пишет автор рецензии, — означают, что миру „Ведьмака“ может не хватить глубины». Ещё один серьёзный минус эпизода, по его мнению, — дефицит сцен с Геральтом.
«Общая структура шоу означает, что финал сезона ощущается как самый первый шаг в путешествии, а не как завершение его первой части, и это оставляет ощущение какой-то опустошенности и безэмоциональности», — считает рецензент.